# Coronel Vidal
Coronel Vidal är en kommunhuvudort i Argentina.   Den ligger i provinsen Buenos Aires, i den sydöstra delen av landet, 300 km söder om huvudstaden Buenos Aires. Coronel Vidal ligger 26 meter över havet och antalet invånare är 6 611.
Terrängen runt Coronel Vidal är mycket platt. Runt Coronel Vidal är det mycket glesbefolkat, med 6 invånare per kvadratkilometer.. 
Trakten runt Coronel Vidal består till största delen av jordbruksmark.